# Trichophaga ziniella
Trichophaga ziniella är en fjärilsart som beskrevs av Aleksei Konstantinovich Zagulajev 1960. Trichophaga ziniella ingår i släktet Trichophaga och familjen äkta malar. Inga underarter finns listade i Catalogue of Life.